# كولتورانو
كولتورانو (باللومباردية: Colturan) هي بلدية تقع في مدينة ميلانو الحضرية، في إقليم لومبارديا شمال إيطاليا، على بعد حوالي 15 كيلومترًا جنوب شرق ميلانو. ومعنى اسمها في اللغة الإيطالية إنهم ينمُون.
تحد كولتورانو البلديات التالية: ميديليا، تريبيانو، سان جوليانو ميلانيزي، دريزانو، فيتزولو براديبسي، ميليانيانو.

## وصلات خارجية
- الموقع الرسمي نسخة محفوظة 1 ديسمبر 2021 على موقع واي باك مشين.